# Watkins Glen Indy Grand Prix 2005
Watkins Glen Indy Grand Prix 2005 var ett race som var den sextonde och näst sista deltävlingen i IndyCar Series 2005. Racet kördes den 25 september på Watkins Glen International. Dan Wheldon säkrade titeln genom att köra på banan under den fria träningen, men han slutade femma i tävlingen. Scott Dixon tog sin första seger sedan Richmond under hans mästerskapsår 2003. Dixons vinst var mycket överraskande efter en mardrömssäsong. Tony Kanaan blev tvåa, medan Dario Franchitti höll undan för Giorgio Pantano slutade fyra.

## Slutresultat
| Plats | Förare             | Team                     | Grid | Kvaltid  |
| ----- | ------------------ | ------------------------ | ---- | -------- |
| 1     | Scott Dixon        | Chip Ganassi Racing      | 4    | 1.30,878 |
| 2     | Tony Kanaan        | Andretti Green Racing    | 5    | 1.30,957 |
| 3     | Dario Franchitti   | Andretti Green Racing    | 6    | 1.31,221 |
| 4     | Giorgio Pantano    | Chip Ganassi Racing      | 2    | 1.30,690 |
| 5     | Dan Wheldon        | Andretti Green Racing    | 9    | 1.32,970 |
| 6     | Kosuke Matsuura    | Fernández Racing         | 15   | 1.33,756 |
| 7     | Sam Hornish Jr.    | Marlboro Team Penske     | 11   | 1.33,351 |
| 8     | Bryan Herta        | Andretti Green Racing    | 14   | 1.33,669 |
| 9     | Scott Sharp        | Fernández Racing         | 18   | 1.34,909 |
| 10    | Patrick Carpentier | Cheever Racing           | 3    | 1.30,788 |
| 11    | Jeff Bucknum       | A.J. Foyt Enterprises    | 19   | 1.35,431 |
| 12    | Hélio Castroneves  | Marlboro Team Penske     | 1    | 1.30,668 |
| 13    | Tomáš Enge         | Panther Racing           | 12   | 1.33,388 |
| 14    | Ed Carpenter       | Vision Racing            | 3    | 1.30,788 |
| 15    | Roger Yasukawa     | Dreyer & Reinbold Racing | 17   | 1.34,549 |
| 16    | Danica Patrick     | Andretti Green Racing    | 16   | 1.33,856 |
| 17    | Alex Barron        | Cheever Racing           | 13   | 1.33,483 |
| 18    | Vitor Meira        | Rahal Letterman Racing   | 7    | 1.32,564 |
| 19    | Buddy Rice         | Rahal Letterman Racing   | 8    | 1.32,863 |
| 20    | Tomas Scheckter    | Panther Racing           | 10   | 1.33,050 |